# Station Stocksmoor
Stocksmoor is een spoorwegstation van National Rail in Stocksmoor, Kirklees in Engeland. Het station is eigendom van Network Rail en wordt beheerd door Northern Rail. Het station is geopend in 1850.